# 志賀公園

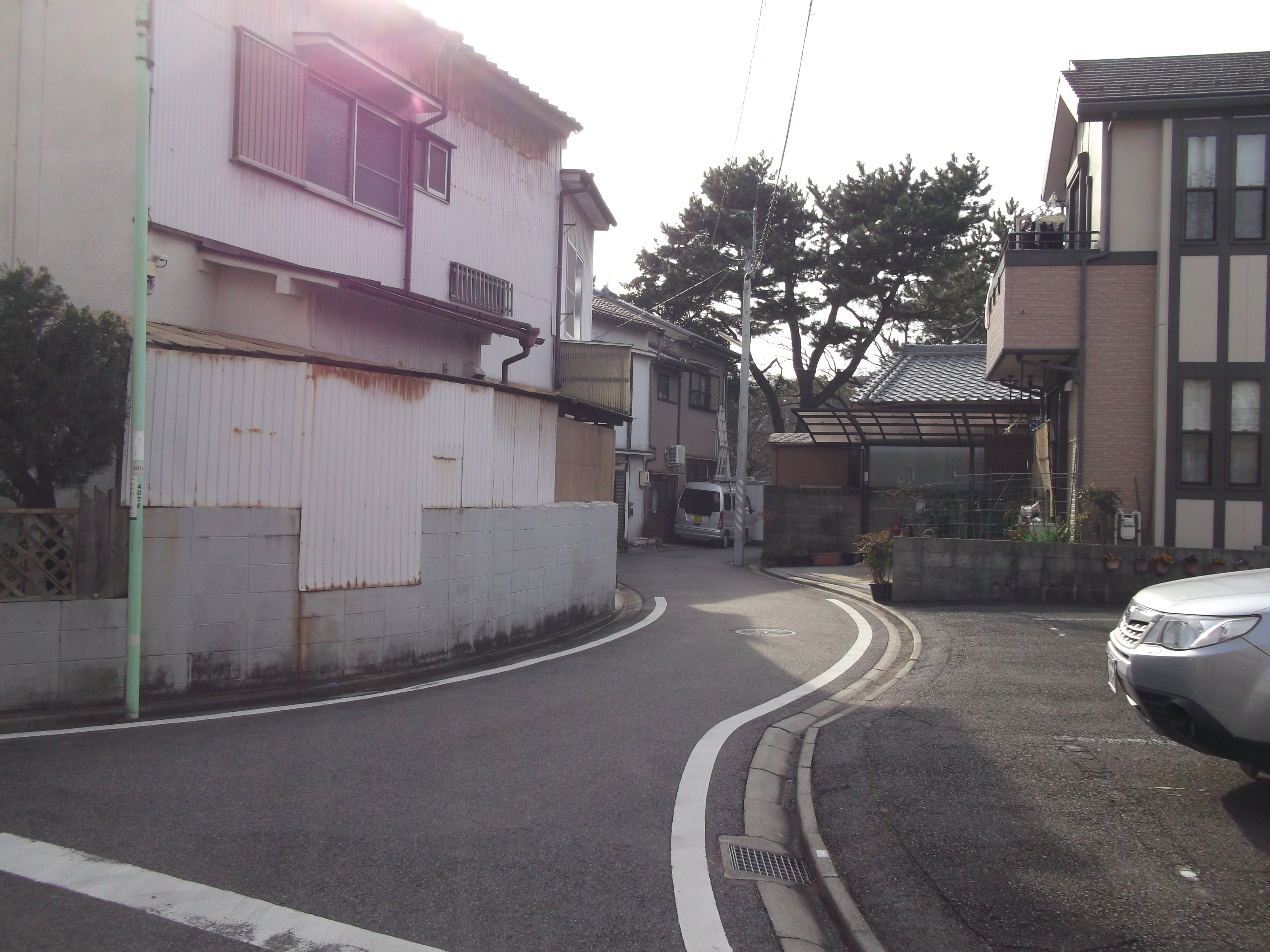
当初指定地の東側部分。道路形状が独特であることが読み取れる（2015年2月）

志賀公園（しがこうえん）は、愛知県名古屋市北区平手町にある公園。同市における組合移管公園の第1号とされる。

## 歴史

### 沿革
昭和初期に西志賀区画整理組合の地区面積の約1割を占める計画公園として立案された。ところが、財政上も換地計画上も行き詰り、1930年（昭和5年）1月には名古屋市からの補助金等がなければ、小公園に変更して都市計画公園は断念せざるを得ない状況に至った。しかし、翌2月に平手政秀旧蹟地を中心に約6千坪の公園を整備することで話がまとまり方針が決定された。
向口武志（2012）は、平手政秀宅址の保護を目的として指定された都市計画公園であるとしている。指定当時は、史蹟であることを示す享和年間建立とされる記念碑が一基設置されているだけのただの田畑地であったという。公園の設計・監理として狩野力が携わり、同市における都市計画公園のモデルケースとしての完成を目指した。整備は市当局ではなく、土地区画整理の手法により土地区画整理組合が行った。ただし、減歩率の高さにより、組合員の合意が得られず、計画地の一部の整備にとどまった。また、公園の基礎は寄付により成立したが、その後市当局により整備が進められ、西側部分が防空緑地公園事業により用地取得されている。ただし、当初指定地だった東側部分に関しては、戦後住宅地となり、公園としては整備されていない。

### 年表
- 1926年（大正15年）1月28日 - 都市計画公園第12号公園として決定[1]。告示当時の面積は、7.89ha（23.9坪）とされた[5]。
- 1927年（昭和2年）9月 - 西志賀土地区画整理組合が成立[3]。
- 1930年（昭和5年）5月 - 公園の設計完了[4]。
- 1930年（昭和5年）6月9日 - 西志賀土地区画整理組合により、起工される[1]。
- 1931年（昭和6年）11月 - 工事完了[1]。
- 1934年（昭和9年）11月19日 - 同年9月に区画整理組合から出されていた寄付の申請につき、市会において可決[1]。
- 1935年（昭和10年）2月1日 - 告示により開園[1]。
- 1937年（昭和12年）3月1日 - 所在地である西春日井郡萩野村が名古屋市に編入される。
- 1947年（昭和22年）5月6日 - 告示により、都市計画公園第12号公園としては廃止[5]。総合公園の志賀公園として改めて告示[6]。
- 1956年（昭和31年）10月15日 - 都市公園法による公園となる[7]。指定面積を2.75haと変更する[7]。
- 1977年（昭和52年）1月 - 18日から27日にかけて、公園南東角に名古屋市消防局が設置する耐水性防火水槽の工事に伴う見晴台仮設考古資料館（当時）による学術発掘調査が実施された[8]。これまで遺跡としての存在は確認されてきたが、本格的な発掘調査に至ったのははじめてであるという[8]。調査では弥生時代中期後半ごろの土器や土師器などが15点ほど発見されている[8]。

## 園内設備
整備当初のもの、現状とは異なる場合がある。
- 平手政秀宅址碑[4]
- 池（600坪）：貸ボート[4]
- 200mトラックおよび軟式野球場[4]
- 児童遊園[4]
- 藤棚[4]
- パーゴラ[4]
- 休憩所（くぬぎ茶屋）[4]
- ラジオ塔[9][10]

## ギャラリー
- 平手政秀宅址碑（2013年6月）
- ハーブガーデン（2015年2月）
- パーゴラ（2015年2月）
- 池（2015年2月）
- 友愛広場（2015年2月）

## クオリティライフ21城北
隣接する名古屋市立大学医学部附属西部医療センターなどが所在するクオリティライフ21城北について、志賀公園と連携した整備の構想が存在する。

## 志賀公園遺跡
公園造成の際、大量の土器類が出土したことから発見された遺跡。弥生時代から中世にかけての良好な遺跡であるとされる。ただし、公園内において遺跡を示すものは存在しない。出土品は名古屋市博物館および地元の小学校である名古屋市立金城小学校に所蔵される。志賀公園聚落址と表記する資料もある。遺跡の範囲は公園内だけに限らず、北側の集合住宅や西側の西部医療センターの下にも広がっている。さらに、平手町遺跡や西志賀遺跡とも密接な関係があると思われる。遺跡からは、木簡類、祭祀で用いられる斎串、「山田」「復家」などと書かれた土器片が出土しており、山田郡の郡衙・郡寺がこの付近に置かれたとする説がある。

## 交通アクセス
- 名古屋市営バス（名古屋市交通局）「志賀公園前」バス停下車。
  - 西部医療センターが終点の市バスは「志賀公園前」を通過するため、終点下車後、徒歩で2分程度。
  - その他の市バスも先に西部医療センターに立ち寄ってから「志賀公園前」に停車する（概ね8時以前と17時以降は西部医療センターには乗り入れず「志賀公園前」にのみ停車する）。